# Feel So Close
Feel So Close è un singolo del DJ scozzese Calvin Harris, pubblicato nel 2011 ed estratto dall'album 18 Months.

## Tracce
- EP Digitale

1. Feel So Close (Radio Edit) – 3:27
2. Feel So Close (Extended Mix) – 5:30
3. Feel So Close (Nero Remix) – 4:44
4. Feel So Close (Benny Benassi Remix) – 5:20
5. Feel So Close (Dillon Francis Remix) – 5:13
6. Feel So Close (Nero Dub) – 4:44
7. Feel So Close (Instrumental) – 3:29

## Classifiche
| Classifica (2011) | Posizione raggiunta |
| ----------------- | ------------------- |
| Regno Unito       | 2                   |

## Curiosità
Il brano è stato utilizzato, in particolar modo nella stagione 2016/2017, come colonna sonora prima, dopo e all'intervallo di ogni partita del campionato di Serie A trasmessa su Sky Sport.